# Зелёный Гай (Аджамская сельская община)
Зелёный Гай (укр. Зелений Гай) — село в Аджамской сельской общине Кропивницкого района Кировоградской области Украины.
Население по переписи 2001 года составляло 122 человека. Почтовый индекс — 27603. Телефонный код — 522. Код КОАТУУ — 3522581502.